# بيتر نيومارك
بيتر نيومارك (بالإنجليزية: Peter Newmark)‏ ـ (12 أبريل 1916 ـ 9 يوليو 2011) هو أستاذ جامعي إنجليزي، كان أستاذًا للترجمة بجامعة سري.
أسس نيومارك مركز دراسات الترجمة في سري، ويعد واحدًا من أبرز الآباء المؤسسين لدراسات الترجمة في العالم الناطق بالإنجليزية في القرن العشرين، كما أن له أثرًا بالغًا في البلدان الناطقة بالإسبانية.

## مؤلفات مهمة
من أبرز مؤلفاته:
- الجامع في الترجمة (بالإنجليزية: A Textbook of Translation)‏ ـ 1988
- مقاطع عن الترجمة (بالإنجليزية: Paragraphs on Translation)‏ ـ 1989
- عن الترجمة (بالإنجليزية: Paragraphs on Translation)‏ ـ 1991
- مزيد من المقاطع عن الترجمة (بالإنجليزية: More Paragraphs on Translation)‏ ـ 1998